# Justin LaRouche
Justin LaRouche (nascido em Tampa, Flórida) é um wrestler profissional estadunidense, que trabalhou para a WWE, no seu programa ECW sobre o ring name de Bam Neely.

## WWE
Entrou para a WWE como um "guarda-costas" (kayfabe) de Chavo Guerrero. Juntos formam o stable chamado de La Familia.
Fez a sua estréia recentemente contra Kane, junto com Chavo Guerrero, numa handicap match, na qual Neely e Guerrero saíram vencedores.
Foi derrotado em 11 de agosto por Evan Bourne, o qual Guerrero e Nelly tem uma pequena feud. Foi despedido em janeiro de 2009.

## No wrestling
- Ataques
  - Half nelson slam
  - Big boot
  - Running leg drop
  - Sidewalk slam

- Nicknames
  - The One Man Fence

## Títulos e prêmios
- Ohio Valley Wrestling
  - OVW Southern Tag Team Championship (1 vez) - com Charles Evans